# 死亡回忆
《死亡回憶》（英語：Life after life）是美国哲学家、医学家雷蒙德·穆迪博士于1975年出版的著作。是一部研究濒死体验的科普作品。
穆迪博士在1960年代末期的教学中，开始接触到一些声称有过或者听说过濒死体验者的描述，这成了本书的写作源头。其后，作者开始专注濒死体验，并在近5年的时间中，录得150多例濒死体验的案例。穆迪以这些案例为基础进行了分析归类，从中找出了濒死体验者所经历的基本流程。
1992年本書改編為一部同名電影。

## 內容
作者的研究发现，在人的躯体死亡后，意识体会脱离躯体进入另外的空间，以另外一种不同于肉体世界的方式继续存在；并且能够感受到一种世间无法体会的爱。当然，由于受访者的意识体最终都得以重回到肉体中“复活”，因此，这是否是真正肉体死亡后的空间存在还无从得知。但作品强调：所有当事人都坚信这一空间的存在，而且在“复活”后有了新的价值观和人生观，许多受访者认为“爱”与“学习”是另外空间所传递给他们的重要内容。另外的空间没有具体形态，只是意识存在，其中最让当事人感动的是一种世间无法见到的“光”，“光”具有某种人性化，充满着让当事人产生巨大震撼的爱。
穆迪博士也试图对这一现象进行解释，然而并没有给出作者认为是正确全面的答案。最后，作者也列举了一些历史上名人相关话题的描述。